# 施文特
施文特是奥地利蒂罗尔州Kitzbühel的一个市镇。总面积30.8平方公里，总人口766人，人口密度24.9人/平方公里（2005年）。